# Giuseppe Tornielli Brusati di Vergano

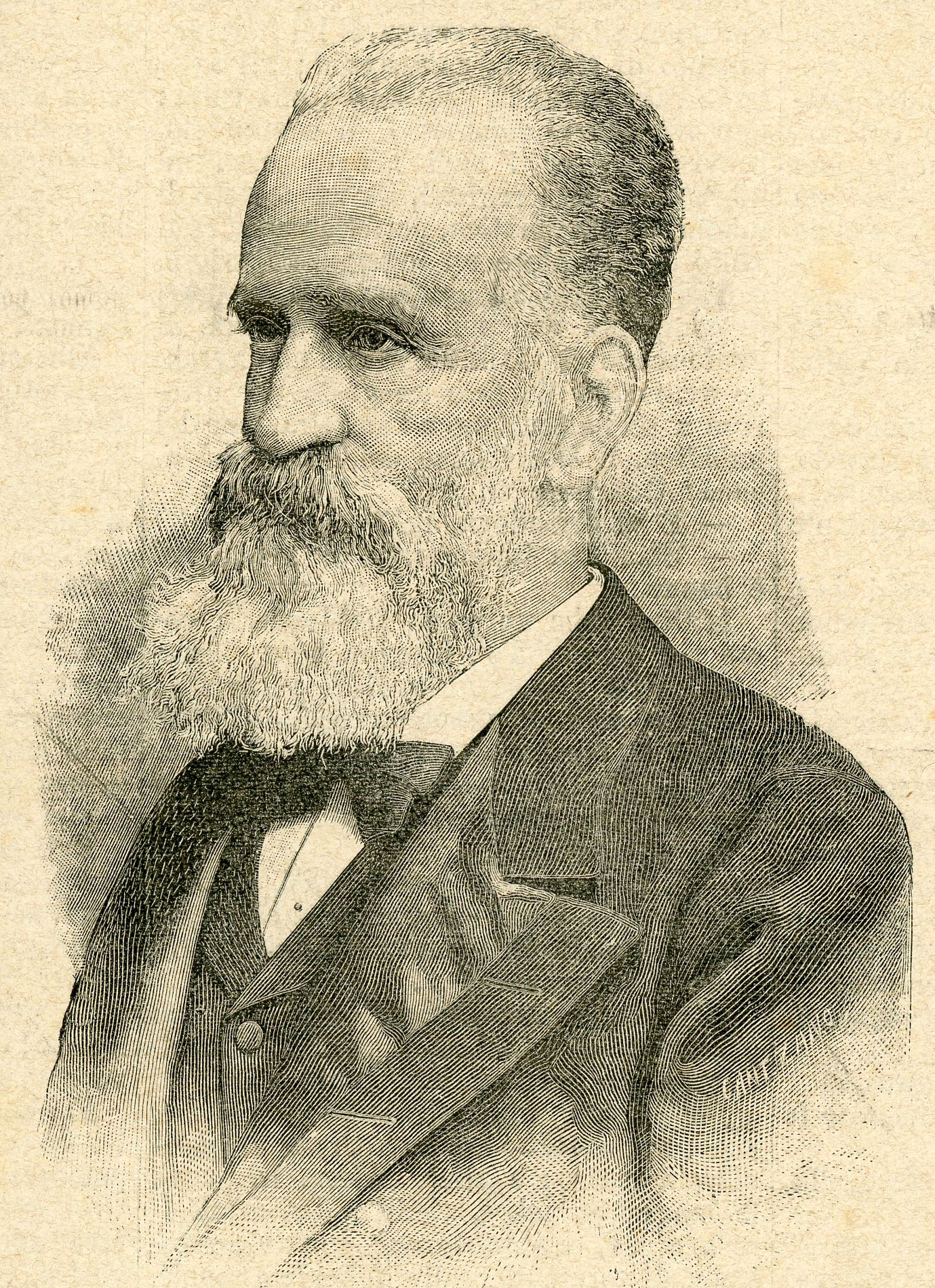
Giuseppe Tornielli Brusati di Vergano

Giuseppe Tornielli Brusati, Conte di Vergano (* 12. Februar 1836 in Novara; † 9. April 1908 in Paris) war ein Diplomat und Politiker im Königreich Italien, der unter anderem 1879 bis zu seinem Tode 1908 Mitglied des Senats (Senato del Regno) war. Er war zwischen 1879 und 1887 Gesandter im Fürstentum Rumänien, zwischen 1887 und 1889 Gesandter im Königreich Spanien, von 1889 bis 1894 Gesandter im Vereinigten Königreich sowie zwischen 1895 und seinem Tode 1908 Gesandter in Frankreich. Am 20. September 1904 wurde er noch Ritter des Annunziaten-Ordens, des damals höchsten Verdienstorden Italiens.

## Leben

### Familiäre Herkunft, Eintritt in den diplomatischen Dienst und Generalsekretär des Außenministeriums
Giuseppe Tornielli Brusati, Conte di Vergano, ein Nachkomme der piemontesischen Adelsfamilie Tornielli, war der Sohn von Eugenio Tornielli Brusati und Luigia Gallarati Scotti, die aus der zum italienischen Hochadel gehörenden Familie Gallarati Scotti stammte. Neben ihm hatten seine Eltern noch die drei Töchter Luigia, Camilla und Fanny, die mit Gaudenzio Caccia, Conte di Romentino, verheiratet war. Er absolvierte ein Studium der Rechtswissenschaften an der Universität Turin, das er mit einem Laurea in giurisprudenza beendete. Daraufhin trat er am 14. November 1859 in den diplomatischen Dienst des Außenministeriums (Ministero degli affari esteri) ein und wurde am 25. Februar 1860 Attaché an der Gesandtschaft im Osmanischen Reich. Er wurde am 16. Mai 1862 zum Legationssekretär Erster Klasse befördert und wechselte als solcher im Februar 1863 an die Botschaft im Russischen Kaiserreich sowie am 16. Juli 1864 an die Gesandtschaft in Griechenland. Nach seiner Rückkehr fungierte er zunächst vom 8. Oktober 1867 bis zum 2. Januar 1868 als Kabinettschef von Außenminister Luigi Federico Menabrea sowie im Anschluss zwischen dem 2. Januar 1868 und dem 16. März 1876 als Leiter der Politischen Abteilung des Außenministeriums, wobei er als solcher am 31. Mai 1869 zum Legationsrat (Consigliere di legazione) ernannt wurde. Für seine Verdienste wurde er am 8. Juni 1874 Kommandeur des Ordens der Heiligen Mauritius und Lazarus sowie am 6. Mai 1875 zum Ersten Ehrenzeremonienmeister von König Viktor Emanuel II. ernannt.
Am 16. März 1876 wurde Tornielli Brusati zum Gesandten Zweiter Klasse (Inviato straordinario e ministro plenipotenziario di II classe) berufen und zum außerordentlichen Gesandten und bevollmächtigten Minister im Königreich Griechenland ernannt. Er trat dieses Amt jedoch tatsächlich nicht an, da er bereits zwei Wochen später als Nachfolger von Isacco Artom am 2. April 1878 erstmals zum Generalsekretär des Außenministeriums ernannt wurde und dieses Amt als höchster Beamter des Ministeriums bis zu seiner Ablösung durch Carlo Alberto Ferdinando Maffei di Boglio am 3. Juni 1878 bekleidete. Am 6. Juni 1878 wurde er daraufhin zum Ersten Ehrenzeremonienmeister des neuen Königs Umberto I. ernannt. Als Nanchfolger von Carlo Alberto Ferdinando Maffei di Boglio übernahm er am 19. Dezember 1878 erneut das Amt als Generalsekretär des Außenministeriums und behielt dieses bis zum 6. Juli 1879, woraufhin Carlo Alberto Ferdinando Maffei di Boglio erneut seine Nachfolge antrat. Er leitete de facto die italienische Außenpolitik während der Balkankrise (9. Juli 1875 bis 13. Juli 1878) und zeigte erstmals die Notwendigkeit eines territorialen „Ausgleichs“ für Italien, wenn Österreich in Richtung Balkan expandierte.

### Senator und Gesandter

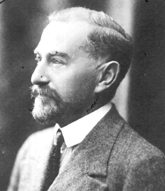
Raniero Paulucci di Calboli, der Adoptiv-Schwiegersohn von Giuseppe Tornielli Brusati di Vergano, war Botschafter im Königreich Spanien und Japan sowie ebenfalls Senator.

Am 16. März 1879 wurde Giuseppe Tornielli Brusati zum Mitglied des Senats (Senato del Regno) ernannt und gehörte diesem vom 26. Mai 1879 bis zu seinem Tode am 9. April 1908 fast dreißig Jahre lang an. Daneben war er als Consigliere provinciale zeitweise Mitglied des Rates der Provinz Novara.
Am 6. Juli 1879 wurde er zum außerordentlichen Gesandten und bevollmächtigten Minister im Fürstentum Rumänien ernannt und trat dort am 5. Dezember 1879 offiziell die Nachfolge von Saverio Fava an. Er verblieb auf diesem Posten bis zum 25. Dezember 1887, woraufhin Francesco Curtopassi seine Nachfolge antrat. Zugleich war er vom 7. September 1879 bis zum 25. Dezember 1887 auch als außerordentlichen Gesandter und bevollmächtigter Minister im Königreich Serbien akkreditiert. Für seine Verdienste in diesen Ämtern wurde er am 7. Juni 1886 zum Großoffizier des Ordens der Heiligen Mauritius und Lazarus ernannt. Am 25. Dezember 1887 wurde er als Nachfolger von Carlo Alberto Maffei di Boglio zum außerordentlichen Gesandten und bevollmächtigten Minister im Königreich Spanien ernannt und verblieb in dieser Funktion bis zum 28. Oktober 1889, woraufhin Carlo Alberto Maffei di Boglio am 7. November 1889 wiederum seine Nachfolge antrat. In dieser Funktion wurde er am 29. Januar 1888 zum Gesandten Erster Klasse (Inviato straordinario e ministro plenipotenziario di I classe) ernannt.
Tornielli Brusati, Conte di Vergano, wurde daraufhin am 28. Oktober 1889 Nachfolger von Luigi Corti als außerordentlicher und bevollmächtigter Gesandter im Vereinigten Königreich und hatte diese Funktion bis zum 5. November 1894 inne. Daraufhin wurde zunächst Giulio Silvestrelli Geschäftsträger, ehe Annibale Ferrero am 3. Februar 1895 neuer Botschafter wurde. Am 8. Juni 1893 wurde ihm das Großkreuz des Ordens der Heiligen Mauritius und Lazarus verliehen. Zuletzt wurde er am 3. Februar 1895 Nachfolger von Costantino Ressman zum außerordentlichen und bevollmächtigter Gesandter in Frankreich berufen. Er übte dieses Amt bis zu seinem Tode am 9. April 1908 aus, woraufhin ihm Giovanni Gallina am 18. Juni 1908 nachfolgte. Am 20. September 1904 wurde er noch Ritter des Annunziaten-Ordens, des damals höchsten Verdienstorden Italiens. Er war mit Olga Rostopkin verheiratet und Adoptivvater von Virginia Lazzari, die mit Raniero Paulucci di Calboli verheiratet war, der ebenfalls Botschafter im Königreich Spanien und Senator sowie Botschafter im Japanischen Kaiserreich war.